# Ewina (województwo łódzkie)
Ewina – wieś w Polsce położona w województwie łódzkim, w powiecie radomszczańskim, w gminie Żytno.
W latach 1975–1998 miejscowość administracyjnie należała do województwa częstochowskiego.

## Historia
W 1944 r. w okolicznych lasach rozegrała się zwycięska bitwa partyzantów Armii Ludowej z oddziałami niemieckimi.
12 września 1944 roku rozegrała się tam bitwa partyzancka 3 Brygady AL im.Józefa Bema (dowódcą był mjr B. Boruta „Hanicz”) w czasie operacji prowadzonej przeciw partyzantom prowadzonej przez Niemców na Kielecczyźnie. Pierwsze uderzenie Niemcy skierowali na lasy kotfińskie, które były bazą nowo uformowanej 3 brygady AL (3 bataliony około 600 ludzi). Pododdziały brygady zajęły obronę okrężną; stanowisko dowodzenia znajdowało się w Ewinie. Drogi i ścieżki prowadzące w głąb lasów zaminowano. Pierwsze starcie nastąpiło w rejonie Ciężkowic, gdzie część partyzantów została zmuszona do wycofania się w kierunku Ewiny, natomiast partyzanci toczący walkę w rejonie Włynic zatrzymali natarcie nieprzyjaciela. Niemcy, wykorzystując znaczną przewagę w sile żywej i ogniowej, wdarli się w kilku miejscach w obronę partyzancką. Po całodziennych, zaciętych walkach pododdziały brygady skoncentrowały się ponownie, by w nocy przejść w lasy koło Kruszyny. Straty brygady w bitwie pod Ewiną to 12 zabitych (S. Durlej podaje, że śmierć poniosło 18 partyzantów) i 11 rannych. Straty niemieckie – kilkakrotnie większe (prawdopodobnie około 100 zabitych, liczba rannych nie podana).
Po bitwie Niemcy w odwecie zamordowali 3 mieszkańców Ewiny, spalili gospodarstwo i gajówkę. Śmierć ponieśli - Józef Góral, Jan Ociepa i Adam Stanek.